# Rick in de Morgen
Rick in de Morgen was een radioprogramma, gepresenteerd door Rick van Velthuysen, op Radio Veronica. Het programma werd voor het eerst uitgezonden sinds de zomer van 2011, iedere werkdag tussen 06:00 en 09:00 uur. Aanvankelijk kwam op 30 januari 2015 een einde aan het ochtendprogramma, maar op 31 mei 2023 werd bekend dat Van Velthuysen terug zou keren bij Radio Veronica voor Rick in de Morgen. In september 2023 stopte het programma alweer, Van Velthuysen werd per 11 september opgevolgd door Frank van der Lende met Ook Goeiemorgen. 
Al eerder van 2 februari 2009 tot 30 juli 2010 presenteerde van Velthuysen, toen onder de naam MogguhRick, het ochtendprogramma. Na onderbreking van ruim een jaar waarbij Robert Jensen en daarna Patrick Kicken het ochtendprogramma presenteerde keerde van Velthuysen in de zomer van 2011 terug op dit tijdstip.
Het programma werd van 5.00 tot 6.00 uur voorafgegaan door "de Vroege ochtendshow" gepresenteerd door nieuwslezer Alex Oosterveen met hoogtepunten uit de uitzending van de vorige dag.
Naast Alex Oosterveen, die rond het hele en halve uur het nieuws las, waarbij van Velthuysen op sommige onderwerpen reageerde werd van Velthuysen ook bijgestaan door "Arjan de krantenman" die rond 7.20 uur een satirische krantenoverzicht verzorgde en rond 8.10 uur de "Top vijf over acht" met een top 5 van feiten van een willekeurig gekozen onderwerp. Rond 6.30, 7.30 en 8.30 uur sprak "Kees Krokus", met een sterk Twents accent, een soort weerbericht uit in de vorm van een "wijze" hilarische spreuk of versje en nam afscheid met het woord "tjuus".
Verder kwamen in de uitzending gesprekken voor met bekende of onbekende Nederlanders die om wat voor reden dan ook in het nieuws waren waarin regelmatig aandacht was voor voetbal of politiek. Ook was er de rubriek "Voor het slapen gaan" waarbij opgenomen gesprekken in bed met Rick, Alex of Arjan met hun partner werden uitgezonden. Op dinsdag en donderdag was er rond 8.45 uur een uitzending van het satirische bedoelde Globaal nieuws van de speld.  
Het programma kende een groot aantal liedjes  waarin op de muziek van een bekend nummer of bekende tune in het Nederlands werd gezongen over van Velthuysen en het programma zoals bijvoorbeeld "Take A Chance On Rick" op de tune van het gelijknamige nummer van ABBA, maar er was er ook één op de tune van Pippi Langkous. Zo nu en dan werd het programma op locatie uitgezonden waarbij dan aandacht werd besteed aan bijvoorbeeld de kankerbestrijding of het stoppen met roken. In de zomermaanden presenteerde van Velthuysen het programma regelmatig rechtstreeks vanuit zijn vakantiehuis in Spanje, terwijl de anderen gewoon vanuit de studio in Naarden presenteerden.  
Op 13 november 2014 won het programma de Gouden RadioRing, de eerste prijs voor het beste radioprogramma van Nederland. Desondanks werd besloten het programma te stoppen en op 30 januari 2015 was de laatste uitzending.